# سیارک ۸۳۴۰
سیارک ۸۳۴۰ (به انگلیسی: 8340 Mumma، نامگذاری:1985TS1) هشت هزار و سیصد و چهلمین سیارک کشف شده‌است که در ۱۵ اکتبر ۱۹۸۵ کشف شد.
قدر مطلق سیارک برابر ۱۲٫۲۰ است.